# Griekenland op het Eurovisiesongfestival 1998
Griekenland nam deel aan het Eurovisiesongfestival 1998 in Birmingham, Verenigd Koninkrijk. Het was de 21ste deelname van het land op het Eurovisiesongfestival. ERT was verantwoordelijk voor de Griekse bijdrage voor de editie van 1998.

## Selectieprocedure
Sinds 1992 werden de Griekse songfestivalinzendingen ieder jaar intern geselecteerd door de Griekse omroep, maar in 1998 werd besloten weer een nationale finale te organiseren met meerdere deelnemende artiesten. De selectie vond plaats in de studio's van de ERT in Athene. Na acht halve finales bleven in de finale nog acht artiesten over. De winnaar werd gekozen door middel van televoting.

### Uitslag
| № | Artiest            | Lied                    | Punten | Plaats |
| - | ------------------ | ----------------------- | ------ | ------ |
| 1 | Nikos Blios        | "Kita to fos"           | 7274   | 5      |
| 2 | Iro Lehouriti      | "Tipota"                | 19421  | 2      |
| 3 | Katerina Kourentzi | "Na ziso to fili"       | 8249   | 4      |
| 4 | Thalassa           | "Kosme cinema"          | 2295   | 7      |
| 5 | Hara Constantinou  | "Fantasia Mou"          | 1538   | 8      |
| 6 | Theodoros Zaharis  | "Tha s'agapo"           | 5964   | 6      |
| 7 | Vivetta Koursi     | "Se nostalgo"           | 17364  | 3      |
| 8 | Thalassa           | "Mia krifi evaisthisia" | 19477  | 1      |

## In Birmingham
Griekenland trad in Birmingham als tweede aan, net na Kroatië en voor Frankrijk. Bij de puntentelling strandden de Grieken met 12 punten op de 20ste plaats, de laagste klassering die zij tot dan toe op het songfestival hadden behaald. Alle 12 punten waren afkomstig van Cyprus. Geen enkel ander land had punten over voor de Griekse inzending, dus ook België en Nederland niet. Door het slechte resultaat mocht Griekenland, conform het destijds geldende reglement, in 1999 niet aan het Eurovisiesongfestival deelnemen.

### Gekregen punten

#### Finale
| 12 punten | 10 punten | 8 punten | 7 punten | 6 punten |
| --------- | --------- | -------- | -------- | -------- |
| - Cyprus  |           |          |          |          |
| 5 punten  | 4 punten  | 3 punten | 2 punten | 1 punt   |
|           |           |          |          |          |

### Punten gegeven door Griekenland

#### Finale
Punten gegeven in de finale:
| 12 punten | Cyprus              |
| 10 punten | Israël              |
| 8 punten  | Nederland           |
| 7 punten  | Verenigd Koninkrijk |
| 6 punten  | Malta               |
| 5 punten  | Kroatië             |
| 4 punten  | België              |
| 3 punten  | Duitsland           |
| 2 punten  | Slovenië            |
| 1 punt    | Portugal            |

1974 · 1975 · 1976 · 1977 · 1978 · 1979 · 1980 · 1981 · 1982 · 1983 · 1984 · 1985 · 1986 · 1987 · 1988 · 1989 · 1990 · 1991 · 1992 · 1993 · 1994 · 1995 · 1996 · 1997 · 1998 · 1999-2000 · 2001 · 2002 · 2003 · 2004 · 2005 · 2006 · 2007 · 2008 · 2009 · 2010 · 2011 · 2012 · 2013 · 2014 · 2015 · 2016 · 2017 · 2018 · 2019 · 2020 · 2021 · 2022 · 2023 · 2024 · 2025